# James Hart Mitchell
James Hart Mitchell (Hereford, 8 maggio 1899 – 30 settembre 1921) è stato un aviatore inglese.
Il Capitano James Hart Mitchell fu un asso dell'aviazione inglese della prima guerra mondiale accreditato con 11 vittorie aeree. Fu assegnato al Royal Flying Corps durante la guerra; in seguito è tornato al suo reggimento di casa.

## Biografia

### Carriera militare
Originariamente Mitchell prestava servizio nell'Essex Regiment prima del suo trasferimento al Royal Flying Corps nel 1917. Dopo l'addestramento, fu assegnato al No. 28 Squadron RFC, dove incontrò William George Barker, un asso nascente. Dopo le sue prime tre vittorie in Francia mentre pilotava un Sopwith Camel, lo squadron si trasferì sul fronte italiano. Mitchell ha ottenuto altre otto vittorie prima di essere trasferito fuori dalla zona di guerra nel luglio del 1918. Quando Barker fu promosso Flight Commander della Sezione C nonostante non avesse esperienza di combattimenti di formazione, il più esperto Mitchell, che già serviva come vice Flight Commander, si sentì ingannato, ma alla fine è stato promosso alla stessa posizione.
Durante il suo servizio in Italia, Mitchell fu insignito della Croce Militare il 18 febbraio 1918, sebbene non sarebbe stato pubblicato fino al 18 luglio 1918:
... Durante le operazioni di pattuglia, in quattro occasioni diverse, ha abbattuto cinque aerei nemici, tre dei quali sono stati osservati esplodere in fiamme, uno dei quali era un tre posti. In due di queste occasioni la sua formazione fu attaccata da formazioni superiori del nemico. Il suo magnifico lavoro è stato caratterizzato da grande slancio e senza paura.
Fu anche premiato con una Distinguished Flying Cross, che fu conferita il 2 luglio 1918, pubblicata il 21 settembre 1918.
Il governo italiano ha anche espresso la sua gratitudine per il suo servizio; il 2 novembre 1918 fu insignito della Medaglia di bronzo del valore militare in Italia.

### Il dopoguerra
Il 2 febbraio 1919, Mitchell fu inserito nell'elenco dei non occupati della Royal Air Force. Il 6 giugno 1919, lasciò il suo incarico nella RAF per tornare al servizio di terra con l'esercito.
Il 30 settembre 1921, Mitchell abbandonò il servizio militare.